# Lánchíd-díj

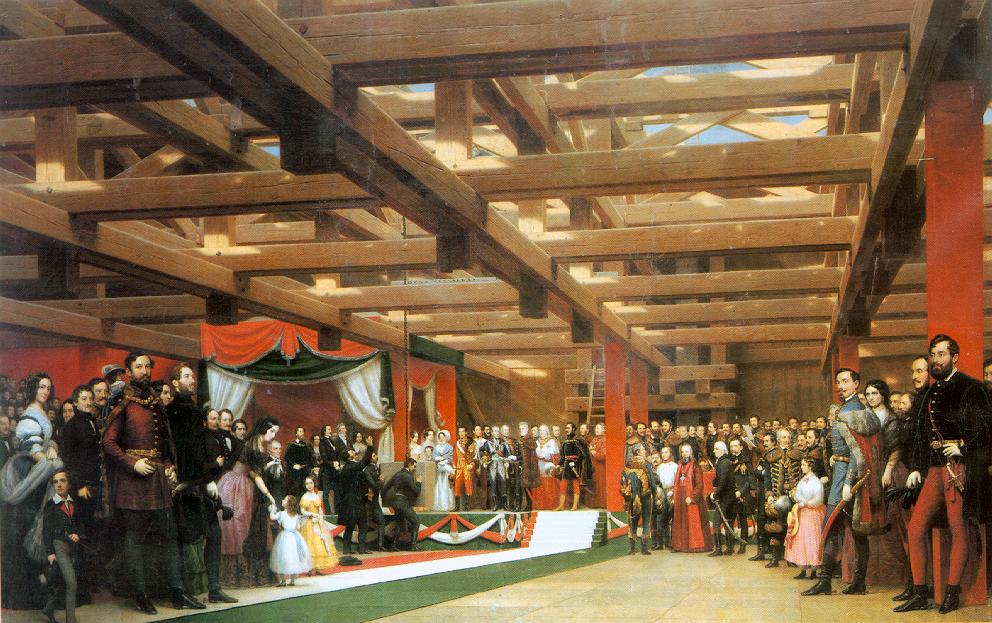
Barabás Miklós: A Lánchíd alapkőletétele 1842 augusztus 24-én

Lánchíd-díj, hivatalos nevén a Magyar Köztársaság Nemzetközi Kapcsolataiért elnevezésű kitüntetés. A díjat a Külügyminisztérium alapította 2004-ben. Minden évben augusztus 24-én, a Lánchíd 1842-es alapkő-letételi ünnepségének évfordulóján adják át a Külügyminisztériumban.
Az elismerést olyan személyek kaphatják, akik kiemelkedő teljesítményt nyújtottak Magyarország külpolitikai érdekeinek érvényesítésében, a magyar diplomáciai és konzuli szolgálat működésének fejlesztésében, az euroatlanti integráció elmélyítésében, illetve az ország kétoldalú kapcsolatainak fejlesztésében.

## Díjazottak
2012
- Sebestyén Márta népdalénekes
- Oplatka András író, újságíró
- Kroó Norbert fizikus, a Magyar Tudományos Akadémia korábbi alelnöke

2011
2010
- Fasang Árpád zongoraművész, egykori UNESCO-nagykövet (posztumusz)
- Herczegh Géza, az ENSZ Hágai Nemzetközi Bíróságának volt tagja (posztumusz)
- Jeszenszky Géza egyetemi tanár, volt külügyminiszter

2009
- Fischer Ferenc történész, Latin-Amerika szakértő, a Pécsi Tudományegyetem Bölcsészettudományi Karának dékánja
- Szarka László kisebbségkutató, a szlovákiai Selye János Egyetem Tanárképző Kara dékánja, az MTA Etnikai-nemzeti-Kisebbségkutató Intézetének volt igazgatója
- Sz. Bíró Zoltán történész, Oroszország-szakértő, az MTA Történettudományi Intézetének tudományos főmunkatársa

2008
- Charles Gati, a Johns Hopkins Egyetem Orosz és Eurázsiai Tanulmányok tanszékének politológia professzora, az egyetem külpolitikai kutatóintézetének munkatársa
- Nguyen Quang A,(wd) a Vietnámi Vállalkozók Szövetségének elnökének, a Vietnámi–Magyar Üzleti Tanács elnökének, műfordító
- Tóth László ezredes, a Szegedi Biztonságpolitikai Központ vezetője.

Az elismerést korábban megkapta:
- Csabai Lászlóné, Nyíregyháza polgármestere
- Dr. Elek István, a Diplomata Magazin alapítója
- Hegedűs Péter, a Magyar-Amerikai Kereskedelmi Kamara elnöke
- Dr. Inotai András, az MTA Világgazdasági Kutatóintézetének igazgatója
- Lehel László, a Magyar Ökumenikus Segélyszervezet igazgatója
- Dr. Rostoványi Zsolt, a Corvinus Egyetem dékánja
- Dr. Szedlacskó Zoltán, az EUROHAND Kereskedelmi és Befektetési Rt. elnöke
- Szenczy Sándor, a Magyar Baptista Szeretetszolgálat Alapítvány elnöke
- Dr. Valki László, az ELTE Nemzetközi Jogi Tanszékének vezetője

## Külső hivatkozások
- A Magyar Köztársaság Nemzetközi Kapcsolataiért elismerés átadása[halott link], Külügyminisztérium.hu, 2010. augusztus 25.
- Átadták a Külügyminisztérium Lánchíd-díjait[halott link], Magyarország.hu, 2010. augusztus 25.
- Társadalomtudósok az euro-atlanti integrációért, MTA, 2009. szeptember 4.
- A Magyar Köztársaság Nemzetközi Kapcsolataiért elismerés átadása Archiválva 2008. október 14-i dátummal a Wayback Machine-ben, Külügyminisztérium.hu, 2008. augusztus 25.
- Egy asztalhoz ültette a szemben álló feleket[halott link], Délmagyarország.hu, 2008. szeptember 24.